# فرودگاه بریزبن
فرودگاه بریزبن (به انگلیسی: Brisbane Airport) یک فرودگاه همگانی مسافربری با کد یاتا BNE است که یک باند فرود آسفالت دارد و طول باند آن ۳۵۶۰ متر است. این فرودگاه در شهر بریزبن کشور استرالیا قرار دارد و در ارتفاع ۴ متری از سطح دریا واقع شده‌است.بریزبن، مرکز ایالت کوئینزلند استرالیا. این فرودگاه به 31 شرکت هواپیمایی که به ۵۰ مقصد داخلی و ۲۹مقصد بین‌المللی پرواز می‌کنند، در مجموع بالغ بر ۲۲.۷ میلیون مسافری است که در سال ۲۰۱۶ از طریق فرودگاه سفر کرده‌اند. در سال ۲۰۱۶، گزارش OAG فرودگاه بریزبن را به عنوان پنجمین فرودگاه با بهترین عملکرد معرفی کرد.

## شرکت‌های هواپیمایی و مقصدهای پروازی

### مسافری

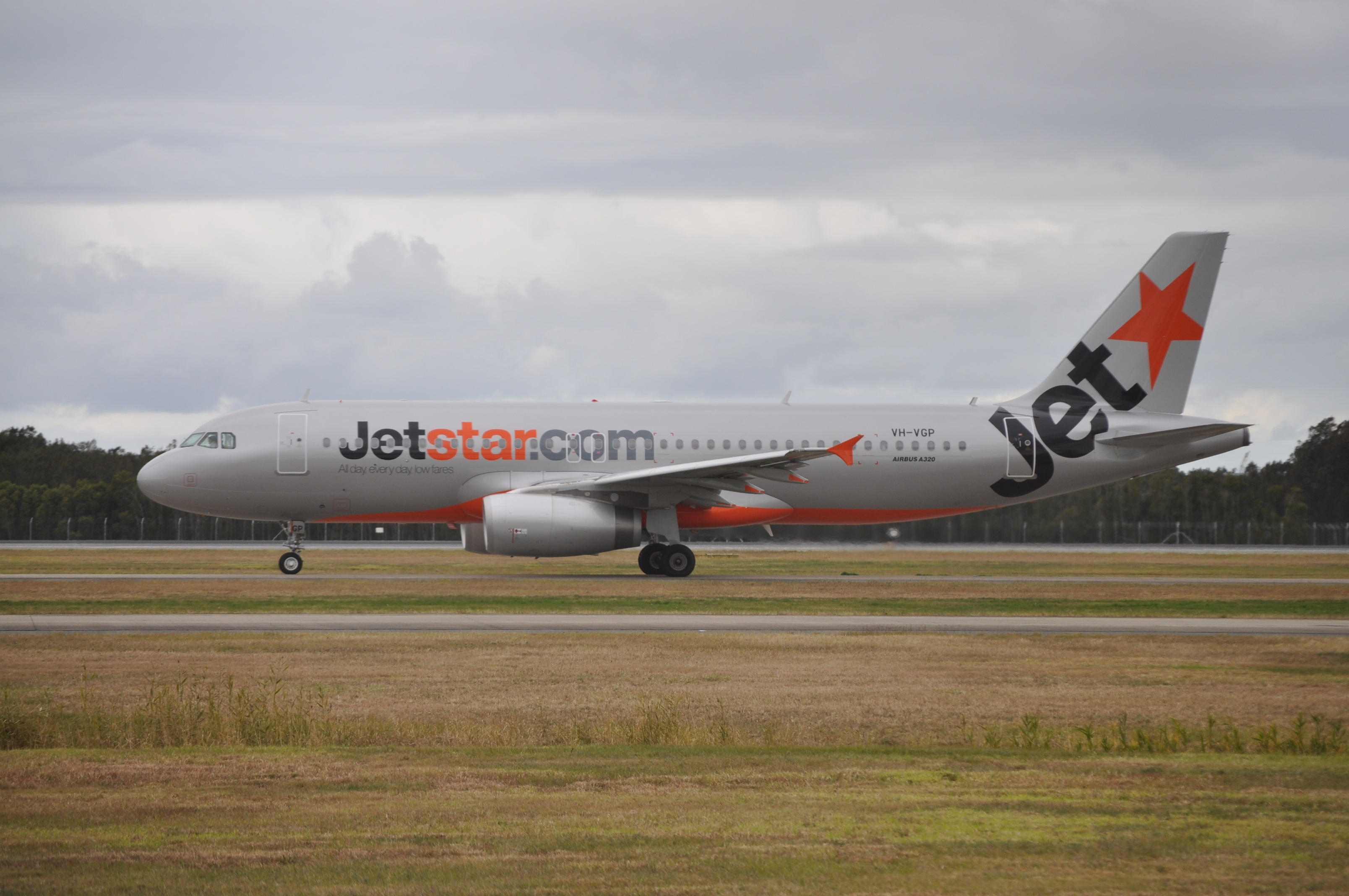
جت‌استار خانواده ایرباس ای۳۲۰ taxiing for take off

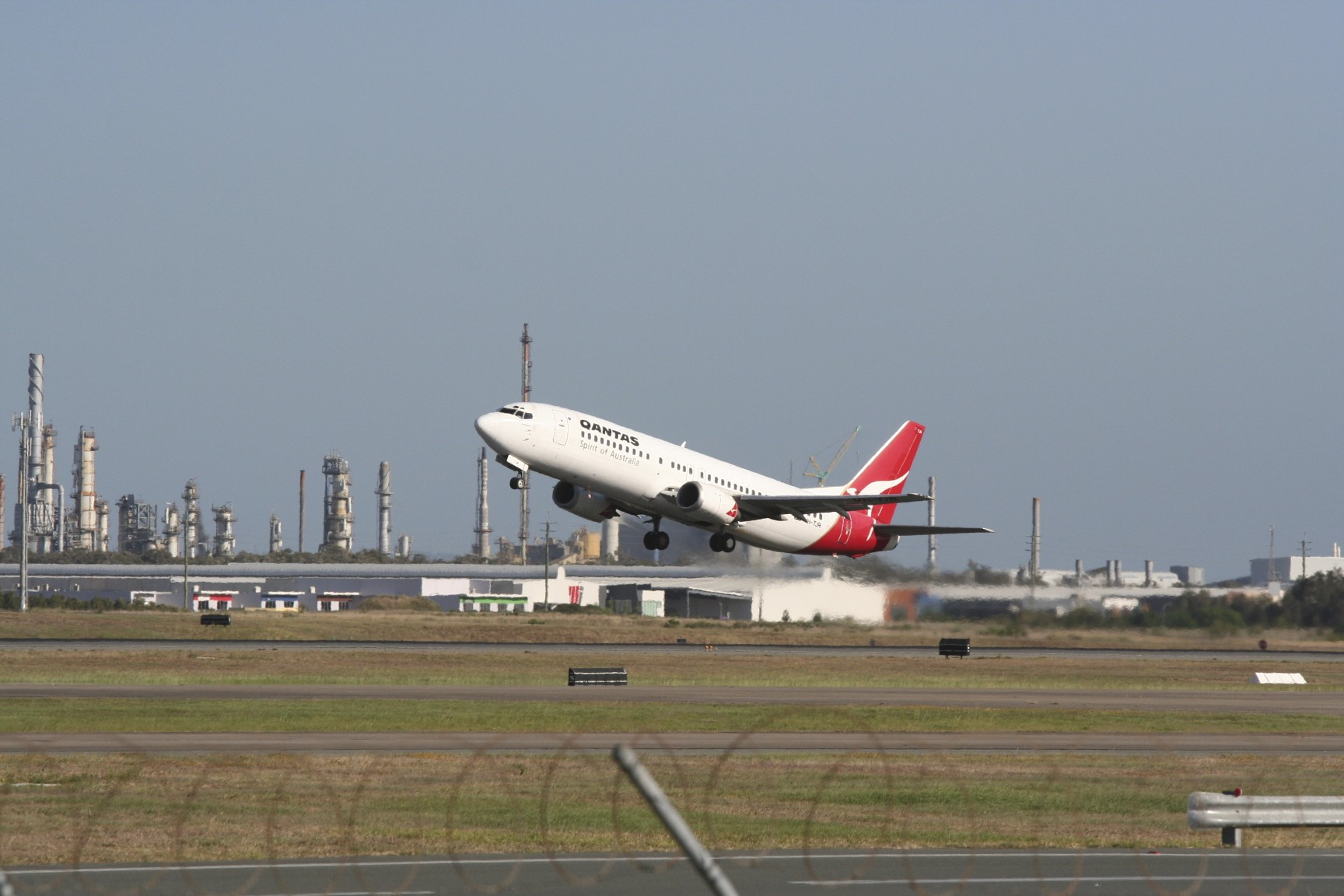
کانتاس بوئینگ ۷۳۷ کلاسیک taking off from runway 01

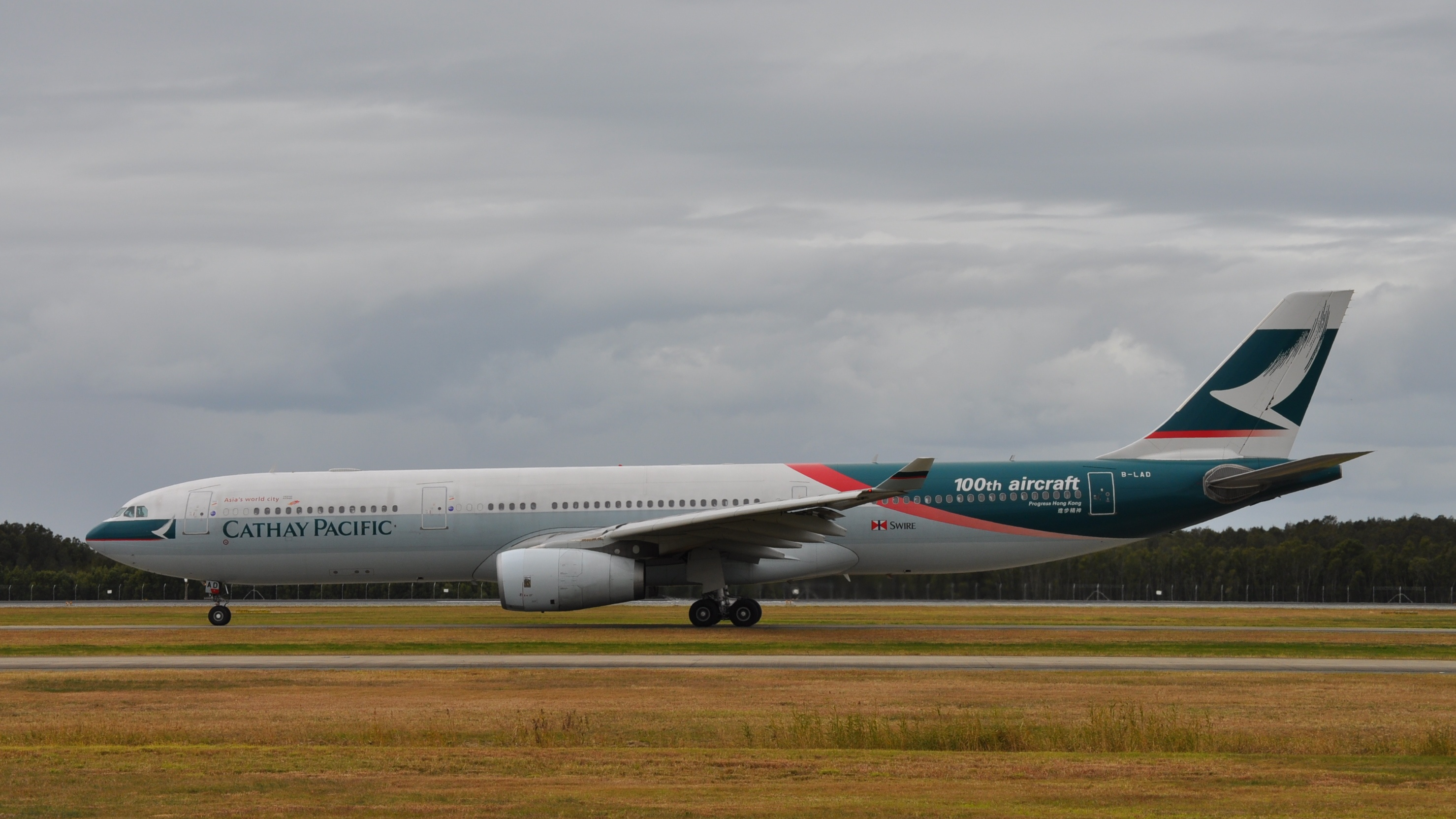
کاتای پاسیفیک هر هفته 11 سرویس به هنگ کنگ ارائه می دهد

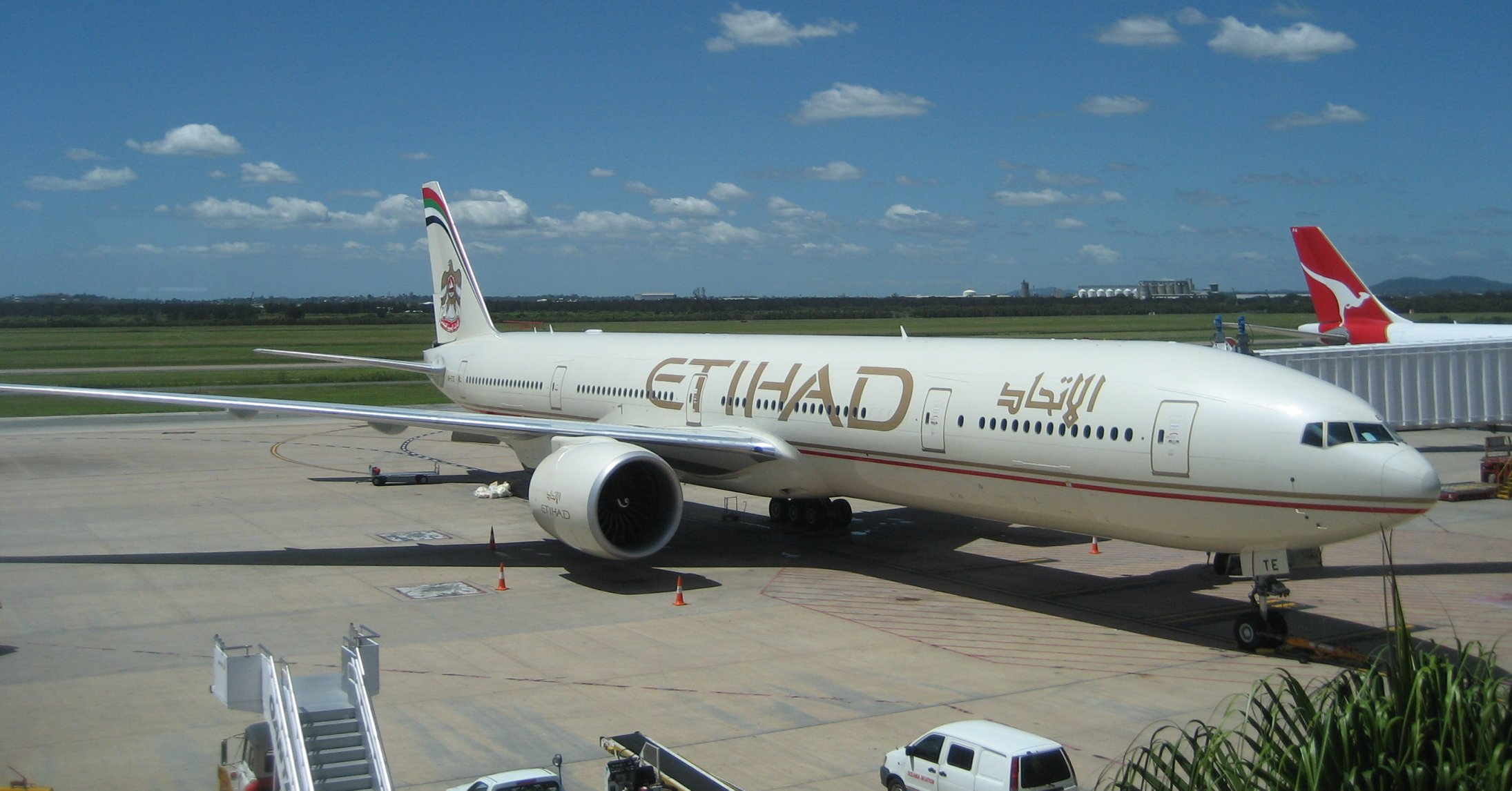
هواپیمایی اتحاد بوئینگ ۷۷۷ در ترمینال بین المللی فرود آمد

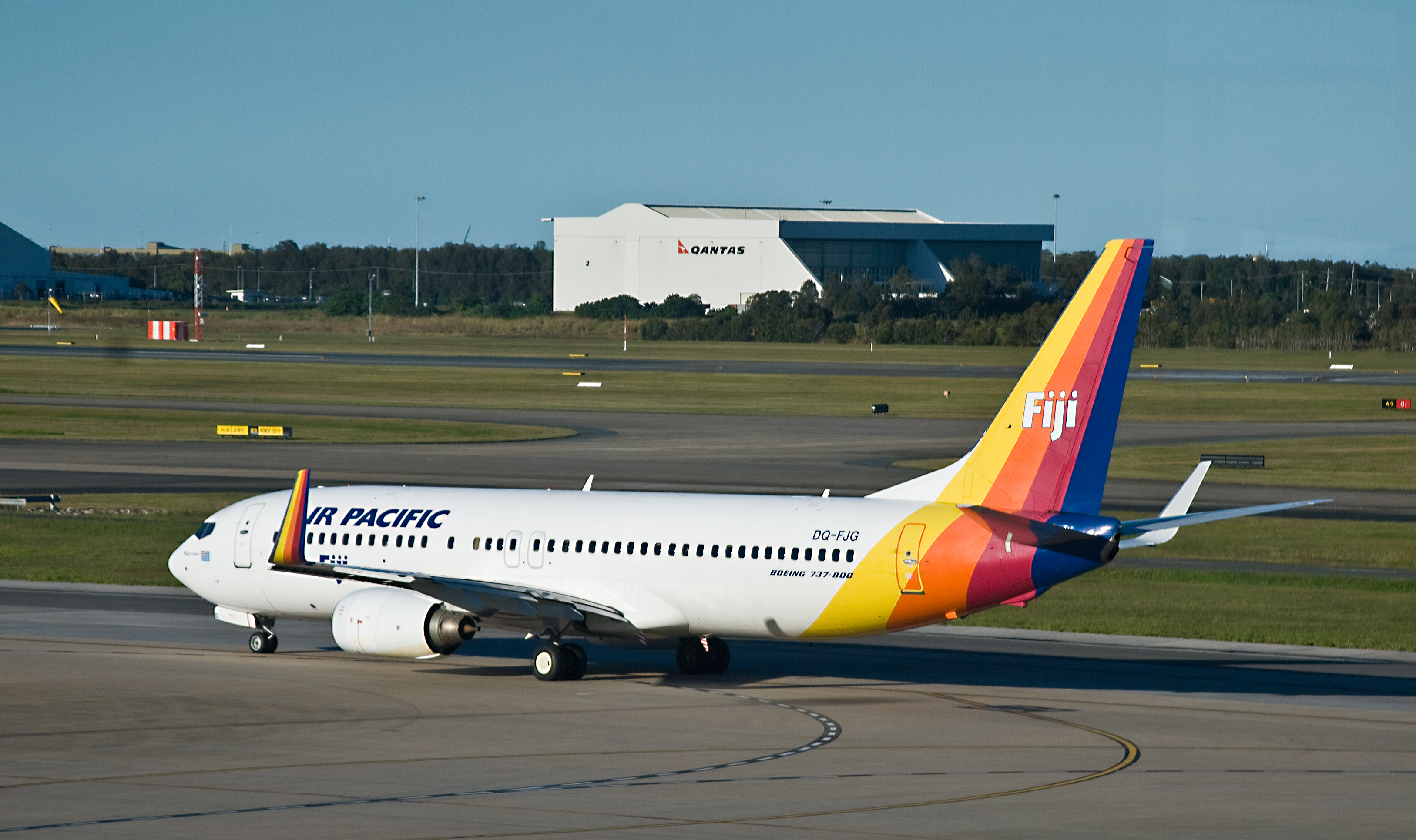
فیجی ایرویز خدمات روزانه بدون توقف به نادی

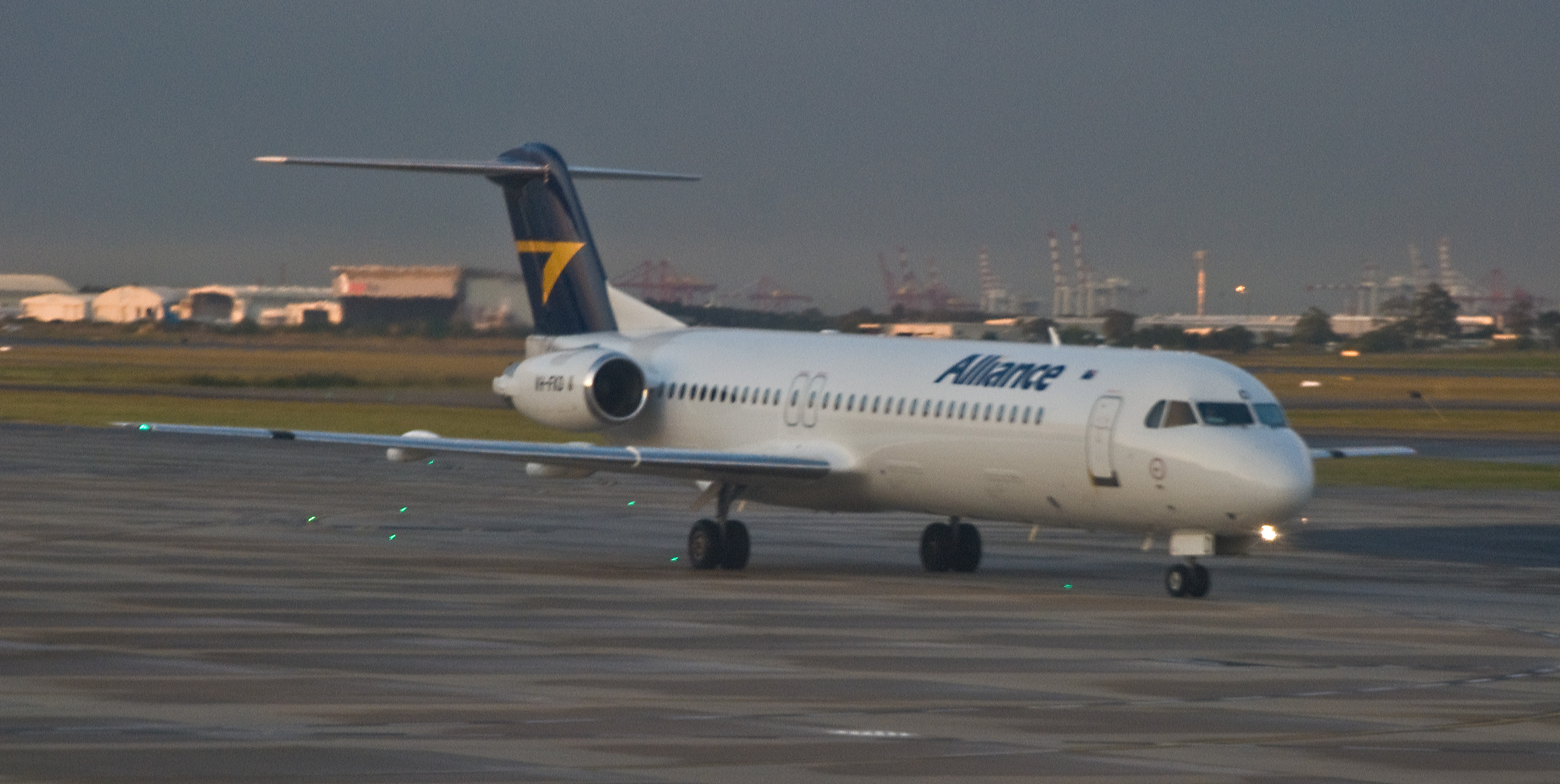
الیانس ایرلاینز بزرگترین شرکت هواپیمایی چارتر مستقر در بریزبن است

| شرکت‌های هواپیمایی                              | مقصدهای پروازی |
| ---------------------------------------------- | --- |
| ایر کانادا                                     | ونکوور |
| ایر نیوزیلند                                   | اوکلند، کرایست‌چرچ، نورفک آیلند فصلی: کوئینزتاون |
| ایر نیوگینی                                    | جکسنز |
| ایر وانواتو                                    | سانتوپکا، باورفیلد |
| ایرکالین                                       | لا تنتوتا |
| الیانس ایرلاینز                                | چارتر: آلیس اسپرینگز، بالرا، کلونکاری، فرودگاه مایلز، فرودگاه گرانیت، فرودگاه ترپل |
| کاتای پاسیفیک                                  | هنگ کنگ1 |
| چاینا ایرلاینز                                 | اوکلند، تائویوان تایوان |
| هواپیمایی شرقی چین                             | شانگهای پودنگ |
| هواپیمایی جنوبی چین                            | بایون گوآنگجو |
| هواپیمایی امارات                               | اوکلند، دوبی، چانگی سنگاپور |
| هواپیمایی اتحاد                                | ابوظبی |
| اوا ایر                                        | تائویوان تایوان |
| فیجی ایرویز                                    | نادی |
| Fly Corporate                                  | آرمیدال، تنگول، کوفس هاربر اینورل (آغاز از ۱۳ سپتامبر ۲۰۱۷) موری، ناررابری، اورنج تامورت |
| هاینان ایرلاینز                                | شنژن بن (آغاز از ۲۱ سپتامبر ۲۰۱۷) |
| هواپیمایی هاوایی                               | بین الملی هونولولو |
| جتگو استرالیا                                  | البری، دابو سیتی، هروی بی، اسندون، تامورت، واگا واگا منطقه‌ای ایلاوارا (آغاز از ۳۰ اکتبر ۲۰۱۷) چارتر: بارکلدین، Osborne، تانزویل |
| جت‌استار                                        | آدلاید، کنز، داروین، انگوراه رای هوبارت، لانسستون، مکی، ملبورن، نیوکاسل، پروسرپاین-ویت ساندی کوست، سیدنی، تانزویل |
| کورین ایر                                      | اینچئون |
| مالیندو ایر                                    | انگوراه رای، کوالالامپور |
| اور ایرلاین                                    | نائورو1 |
| خطوط هوایی جزیره نورفولک اجرا توسط اور ایرلاین | اوکلند، نورفک آیلند |
| فیلیپین ایرلاینز                               | نینوی آکوئینو1 |
| کانتاس                                         | آدلاید، کنز، کانبرا، داروین، ملبورن، ماونت آیزیا، پرث، پورت هدلند، سیدنی، تانزویل، هنگ کنگ، لس‌آنجلس، لا تنتوتا، جکسنز، چانگی سنگاپور، ناریتا فصلی: بروم |
| کانتاس اجرا توسط جت‌کانکت                       | اوکلند، کرایست‌چرچ فصلی: کوئینزتاون |
| کانتاس‌لینک اجرا توسط هوانوردی کوبهام           | آدلاید، آلیس اسپرینگز، کنز، کانبرا، گلدستون، گریت بریر ریف، مکی، ملبورن، ماونت آیزیا، راکهمپتون، سیدنی، تانزویل |
| کانتاس‌لینک اجرا توسط ایسترن استرالیا ایرلاینز  | جزیره لرد هوئه |
| کانتاس‌لینک اجرا توسط سان‌استیت ایرلاینز         | بارکلدین، بلکال، باندابرگ، کنز، کانبرا، چارلویل، امرالد، گلدستون، گریت بریر ریف، هروی بی، لانگریچ، مکی، مورانباه، نیوکاسل، راکهمپتون، روما، تانزویل چارتر: مایلز |
| رجیونال اکسپرس ایرلاینز                        | بدوری2, بیردسویل2, Boulia2, چارلویل2, کونامولا2, ماونت آیزیا2, کویلپی2, کوینسلند2, تارگومیندا2, Toowoomba-Brisbane West Wellcamp2, ویندورا2 |
| سنگاپور ایرلاینز                               | چانگی سنگاپور |
| Skytrans Airlines                              | چارتر: چینچیلا، Taroom |
| Solomon Airlines                               | هونیارا |
| تای ایرویز اینترنشنال                          | سووارنابومی |
| Tigerair Australia                             | آدلاید، کنز، کانبرا (آغاز از ۱۴ سپتامبر ۲۰۱۷)، داروین، ملبورن، پرث، پروسرپاین-ویت ساندی کوست، سیدنی |
| ویرجین استرالیا                                | آدلاید، فالئولو (آغاز از ۶ دسامبر ۲۰۱۷), اوکلند، کنز، کانبرا، کرایست‌چرچ، داروین، انگوراه رای، دنیدن، گریت بریر ریف، هوبارت، هونیارا، لانسستون، لس‌آنجلس، مکی، ملبورن، نادی، نیوکاسل، پرث، جکسنز، باورفیلد، پروسرپاین-ویت ساندی کوست، کوئینزتاون، راکهمپتون، سیدنی، تانزویل، ولینگتون |
| ویرجین استرالیا اجرا توسط الیانس ایرلاینز      | باندابرگ، کلونکاری، امرالد، گلدستون، مکی، مورانباه، ماونت آیزیا، راکهمپتون، پورت مک‌گواری |
| ویرجین ساموآ                                   | فالئولو (پایان در ۵ دسامبر ۲۰۱۷) |

Notes

^  این پروازها ممکن است یک توقف میانی در مسیر و/یا مقصد نهایی فهرست شده خود داشته باشند. با این حال، خطوط هوایی هیچ حق ترافیکی برای حمل مسافر تنها بین بریزبن و ایستگاه میانی ندارند.
^  خدمات تحت قرارداد با دولت کوئینزلند.

### باری
خطوط هوایی زیر پروازهای باری برنامه ریزی شده را از بریزبن انجام می دهند. کلیه خدمات باربری از ترمینال باربری انجام می شود.
| شرکت‌های هواپیمایی                                  | مقصدهای پروازی                            |
| -------------------------------------------------- | ----------------------------------------- |
| دی‌اچ‌ال اوییشن اجرا توسط پل-ایر                     | مکی، راکهمپتون، سیدنی                     |
| اور ایرلاین                                        | هونیارا، نائورو                           |
| پسیفیک ایر اکسپرس                                  | هونیارا، نائورو، باورفیلد                 |
| کانتاس فرایت                                       | کنز، ملبورن، تانزویل                      |
| Toll Aviation                                      | بنکستاون، مکی، راکهمپتون، تنگول، تانزویل، |
| Toll Aviation اجرا توسط هوانوردی جت کرافت          | آدلاید، گولد کوست، ملبورن، سیدنی          |
| Toll Priority                                      | ملبورن، پرث، سیدنی                        |
| Virgin Australia Cargo اجرا توسط Pionair Australia | کنز، ملبورن، سیدنی، تانزویل               |

### Emergency
- RACQ LifeFlight (اورژانس بازیابی پزشکی و خدمات نجات هلیکوپتر).
- خدمات پزشکان پروازی سلطنتی استرالیا (کلینیک های پزشکی اورژانس بازیابی و خارج از خانه).